# Finnhultstjärnarna
Finnhultstjärnarna är en sjö i Strömsunds kommun i Jämtland och ingår i Ångermanälvens huvudavrinningsområde. Sjön har en area på 0,0428 kvadratkilometer och ligger 655,7 meter över havet. Sjön avvattnas av vattendraget Finnhusbäcken.

## Delavrinningsområde
Finnhultstjärnarna ingår i det delavrinningsområde (716009-142856) som SMHI kallar för Ovan 716078-142667. Medelhöjden är 683 meter över havet och ytan är 2,95 kvadratkilometer. Räknas de 3 avrinningsområdena uppströms in blir den ackumulerade arean 8,91 kvadratkilometer. Finnhusbäcken som avvattnar avrinningsområdet har biflödesordning 4, vilket innebär att vattnet flödar genom totalt 4 vattendrag innan det når havet efter 323 kilometer. Avrinningsområdet består mestadels av skog (83 procent) och kalfjäll (16 procent). Avrinningsområdet har 0,04 kvadratkilometer vattenytor vilket ger det en sjöprocent på 1,4 procent.